# Assebroek
Assebroek är en ort i Belgien.   Den ligger i provinsen Västflandern och regionen Flandern, i den nordvästra delen av landet, 80 kilometer nordväst om huvudstaden Bryssel. Assebroek ligger 5 meter över havet och antalet invånare är 19 473.
Terrängen runt Assebroek är mycket platt. Runt Assebroek är det ganska tätbefolkat, med 199 invånare per kvadratkilometer.. Närmaste större samhälle är Brygge, 3,1 kilometer nordväst om Assebroek. 
Trakten runt Assebroek består till största delen av jordbruksmark.